# María Ángela Holguín
María Ángela Holguín Cuéllar, née le 13 novembre 1963 à Bogota, est une diplomate de carrière et une femme politique colombienne. Elle est ministre des Affaires étrangères de 2010 à 2018, sous la présidence de Juan Manuel Santos.

## Biographie

### Famille
María Ángela Holguín Cuéllar est la fille de Julio Holguín Umaña et Lucila Cuéllar Calderón. Les Holguín sont une famille très présente dans l'histoire politique de la Colombie. Ils descendent de Carlos et Jorge Holguín qui ont été présidents de la Colombie, respectivement en 1888-1892 et 1921-1922. Ils sont apparentés à de nombreux présidents et hommes politiques du pays.
Le 27 août 1983, elle épouse Santiago Jiménez Mejía mais divorce sans avoir eu d'enfant. Elle rencontre plus tard Carlos Espinosa Pérez avec qui elle a un fils Antonio, né le 23 janvier 1991.

### Formation
Elle étudie le français à université Paris X et en 1988, est diplômée en sciences politiques de l'université des Andes. Elle obtient également une spécialisation en administration publique en 1992.

### Carrière diplomatique
De 1994 à 1998, elle est secrétaire de la Chancellerie et vice-ministre des affaires étrangères, sous la présidence d'Ernesto Samper. En 1995, elle coordonne le sommet du Mouvement des non-alignés qui se tient à Carthagène des Indes. Elle est ambassadrice de son pays au Venezuela de 2002 à 2004, puis représentante permanente de la Colombie auprès des Nations unies de 2004 à 2005.

### Carrière politique
En 2010, le nouveau président élu, Juan Manuel Santos, nomme Holguín à la tête du département colombien des affaires étrangères. Cette nomination est saluée comme une décision politique sage au vu des problèmes diplomatiques dans la région à la suite de la crise diplomatique de 2008.
Avant de prendre officiellement ses fonctions, Holguín accompagne le président élu dans son premier voyage outre-mer après son élection. Elle endosse un rôle diplomatique au cours des rencontres avec le Premier ministre britannique, David Cameron et la chancelière allemande Angela Merkel.
Holguín rencontre également le ministre des affaires étrangères vénézuélien Nicolás Maduro, ce qui relance les relations diplomatiques qui sont formalisées plus tard lors d'une rencontre entre les deux présidents. Holguín se rend en Équateur pour rencontrer le ministre des affaires étrangères Ricardo Patiño afin de convaincre Quito de reprendre des relations diplomatiques et d'inviter le président Rafael Correa à assister à l'inauguration de Santos. Elle accomplit cet exploit alors que l'Équateur avait délivré un mandat d'arrêt à l'encontre de Santos pour son action en tant que ministre de la défense de Colombie.
Le 7 août 2010, après l'investiture de Santos en tant que président de Colombie, Holguín prête serment en tant que ministre des Affaires étrangères.